# Mk 46
Il Mk 46 è stato, dagli anni '60, il siluro ASW da 324mm (12,5 pollici) statunitense e poi occidentale, con una portata di 11 km, velocità di 45 nodi, quota di 450 m e testata da 45 kg. Tutto questo e la capacità di autoguida attiva-passiva, l'hanno reso migliore del precedente Mk 44, tranne che in bassi fondali.